# Paul Brown (allenatore)
Paul Eugene Brown (Norwalk, 7 settembre 1908 – Cincinnati, 5 agosto 1991) è stato un allenatore di football americano statunitense nella All-America Football Conference (AAFC) e National Football League (NFL). Brown fu il primo allenatore dei Cleveland Browns, la squadra che da Paul prese il nome, e in seguito giocò un ruolo chiave nella fondazione dei Cincinnati Bengals. Le sue squadre hanno vinto sette campionati nell'arco di 25 anni di carriera. Fu inserito nella Pro Football Hall of Fame nel 1967.

## Carriera da allenatore
Brown iniziò la sua carriera di allenatore al Severn School nel 1931 prima di diventare capo-allenatore alla Massillon Washington High School a Massillon, Ohio, dove crebbe. Quella squadra perse solo dieci partite in undici stagioni. Successivamente fu assunto dalla Ohio State University portando la squadra alla vittoria del suo primo campionato NCAA nel 1942. Dopo la seconda guerra mondiale, Brown divenne il capo-allenatore dei Cleveland Browns della AAFC che vinsero tutti e 4 i campionati della storia della lega, guidati in campo dal quarterback Otto Graham. Nel 1950 la lega si fuse con la NFL e lì Brown condusse la sua squadra ad altri tre titoli di campioni, nel 1950, 1954 e 1955. Fu licenziato nel gennaio 1963 per una lotta di potere col proprietario Art Modell. Brown nel 1968 fu il cofondatore e il primo allenatore dei Cincinnati Bengals. Si ritirò come allenatore nel 1975 ma rimase presidente dei Bengals fino alla sua morte nel 1991. I Bengals gli intitolarono il Paul Brown Stadium. Fu inserito nella Pro Football Hall of Fame nel 1967.
Brown è accreditato per un gran numero di innovazioni nel football americani. Fu il primo a studiare gli avversari in video, ad assumere uno staff di assistenti a tempo e a testare i giocatori sulla loro conoscenza del libro degli schemi di gioco. Inventò anche la moderna maschera protettiva per i caschi dei giocatori. Giocò anche un ruolo importante nell'abbattimente delle barriere razziali nel football, portando alcuni dei primi giocatori afro-americani come Marion Motley a giocare per le sue squadre. Brown tuttavia non fu universalmente popolare. Egli aveva possedeva una mania del controllo che lo portò spesso in conflitto coi suoi giocatori. Queste dispute, insieme con la mancanza di consultazioni con Modell nelle decisioni principali, portarono al suo licenziamento da allenatore dei Browns nel 1963.

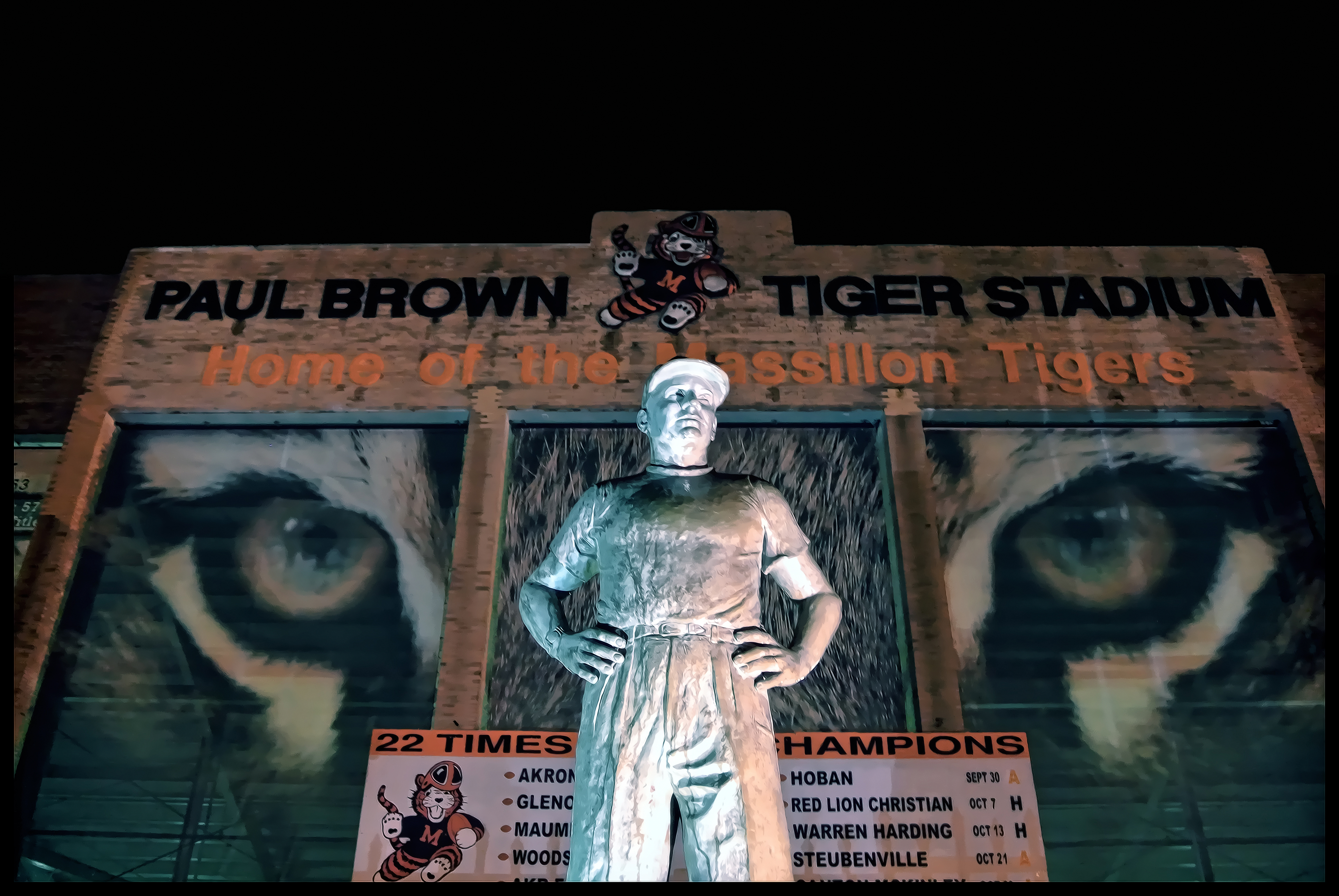
La statua di Brown di fronte al Paul Brown Tiger Stadium.

## Palmarès
- Campione NCAA (1942)
- (4) Campione AAFC (1946, 1947, 1948, 1949)
- (3) Campione NFL (1950, 1954, 1955)
- (3) Allenatore dell'anno secondo The Sporting News (1949, 1951, 1953)
- (3) Allenatore dell'anno secondo la UPI (1957, 1969, 1970)
- Formazione ideale del 100º anniversario della NFL
- Pro Football Hall of Fame (classe del 1967)